# Near-Earth Asteroid Tracking
NEAT (англ. Near-Earth Asteroid Tracking — отслеживание околоземных астероидов) — проект Лаборатории реактивного движения НАСА по поиску околоземных объектов. Проект NEAT действовал с декабря 1995 года до апреля 2007 года. Изначально руководителем проекта была Элеонора Хелин (до 2002 года), работавшая вместе со Стивеном Правдо и Дэвидом Рабиновичем.
В рамках проекта NEAT открыто 26 630 астероидов и 54 кометы.

## Инструменты
Проект NEAT имел соглашение о сотрудничестве с ВВС США, чтобы использовать телескоп GEODSS (сокр. от англ. Ground-based Electro-Optical Deep Space Surveillance), расположенный на вулкане Халеакала (остров Мауи, Гавайи). Для этого телескопа коллективом NEAT была сконструирована ПЗС-матрица 4096×4096 пикселей с полем обзора 1,2°×1,6°. Код обсерватории GEODSS в рамках проекта NEAT — «566».
С апреля 2001 проект также задействовал 1,2-метровый телескоп Самуэля Ошина в Паломарской обсерватории. Для этого его оснастили 112 ПЗС-матрицами 2400×600 пикселей каждая. Код Паломарской обсерватории в рамках проекта NEAT — «644».
В начале 2005 года в честь проекта был назван астероид (64070) NEAT.